# Smita Tandi
Smita Tandi (née vers 1992) est une agent de police indienne de l'État du Chhattisgarh. Elle a créé un fonds pour aider les personnes incapables de payer un traitement médical. En mars 2017, elle reçoit la plus haute récompense pour les femmes en Inde, le prix Nari Shakti Puraskar (en français : Prix du pouvoir des femmes), des mains du président indien de l'époque, Pranab Mukherjee, en reconnaissance de ses efforts humanitaires.

## Carrière
Smita Tandi travaille comme agent de police. En 2013, son père, qui avait également travaillé pour la police, tombe malade et décède alors que sa famille n'a pas les moyens de payer un traitement. En sa mémoire, Tandi créé un fonds appelé Jeevandeep pour les personnes qui ne peuvent pas accéder à un traitement médical. Elle ouvre parallèlement un compte Facebook pour promouvoir le fonds en 2015. Lorsque Tandi reçoit une demande d'aide, elle rend visite à la personne et si l'histoire est vraie, elle la publie ensuite sur Facebook et lance un appel de fonds.
Tandi a reçu le prix Nari Shakti Puraskar, en 2016, en reconnaissance de ses efforts humanitaires. Après que ses supérieurs ont entendu parler de son militantisme, Tandi est mutée à un poste traitant les plaintes liées aux médias sociaux sur la ligne d'assistance aux femmes de Bhilai.

### Note
- (en) Cet article est partiellement ou en totalité issu de l’article de Wikipédia en anglais intitulé « Smita Tandi » (voir la liste des auteurs).